# Stadio Dr. Magalhães Pessoa
Lo stadio dr. Magalhães Pessoa (in portoghese Estádio Dr. Magalhães Pessoa) è un impianto sportivo portoghese di Leiria.
È stato inaugurato nel 2003, dopo esser stato ricostruito, ampliato e modernizzato per ospitare il Campionato europeo di calcio 2004.
Nel 2006 e nel 2007 è stata la sede della Supercoppa di Portogallo, vinta rispettivamente dal Porto e dal Sporting Lisbona.
Oltre ad ospitare le partite di campionato del União Desportiva de Leiria, l'impianto ha ospitato due partite di Euro 2004.
Lo stadio, utilizzato anche per le gare di atletica leggera, ha ospitato nel 2009 la prima edizione dei Campionati europei a squadre di atletica leggera.

## Gare disputate durante l'Europeo 2004
- Svizzera -  Croazia 0-0 (Gruppo B, 13 giugno)
- Francia -  Croazia 2-2 (Gruppo B, 17 giugno)